# 악숀
《악숀》(필리핀어: Aksyon)는 2010년 4월 5일부터 현재까지 5 네트워크에서 방영중인 뉴스 프로그램이다.

## 진행 앵커
- 에르윈 툴포 (2010년 ~ 현재)
- 체릴 코심 (2010년 ~ 현재)
- 루치 크루스 발데스 (2014년 ~ 현재)

## 같이 보기
- 5 네트워크